# Uli der Pächter (Film)
Uli der Pächter ist ein Schweizer Heimatfilm von Franz Schnyder aus dem Jahre 1955, der in Deutschland unter dem Titel … Und ewig ruft die Heimat lief. Es handelt sich um die Verfilmung des 1849 erschienenen gleichnamigen Romans von Jeremias Gotthelf und um die Fortsetzung des ebenfalls von Schnyder realisierten Langspielfilms Uli der Knecht aus dem Jahr 1954.

## Handlung

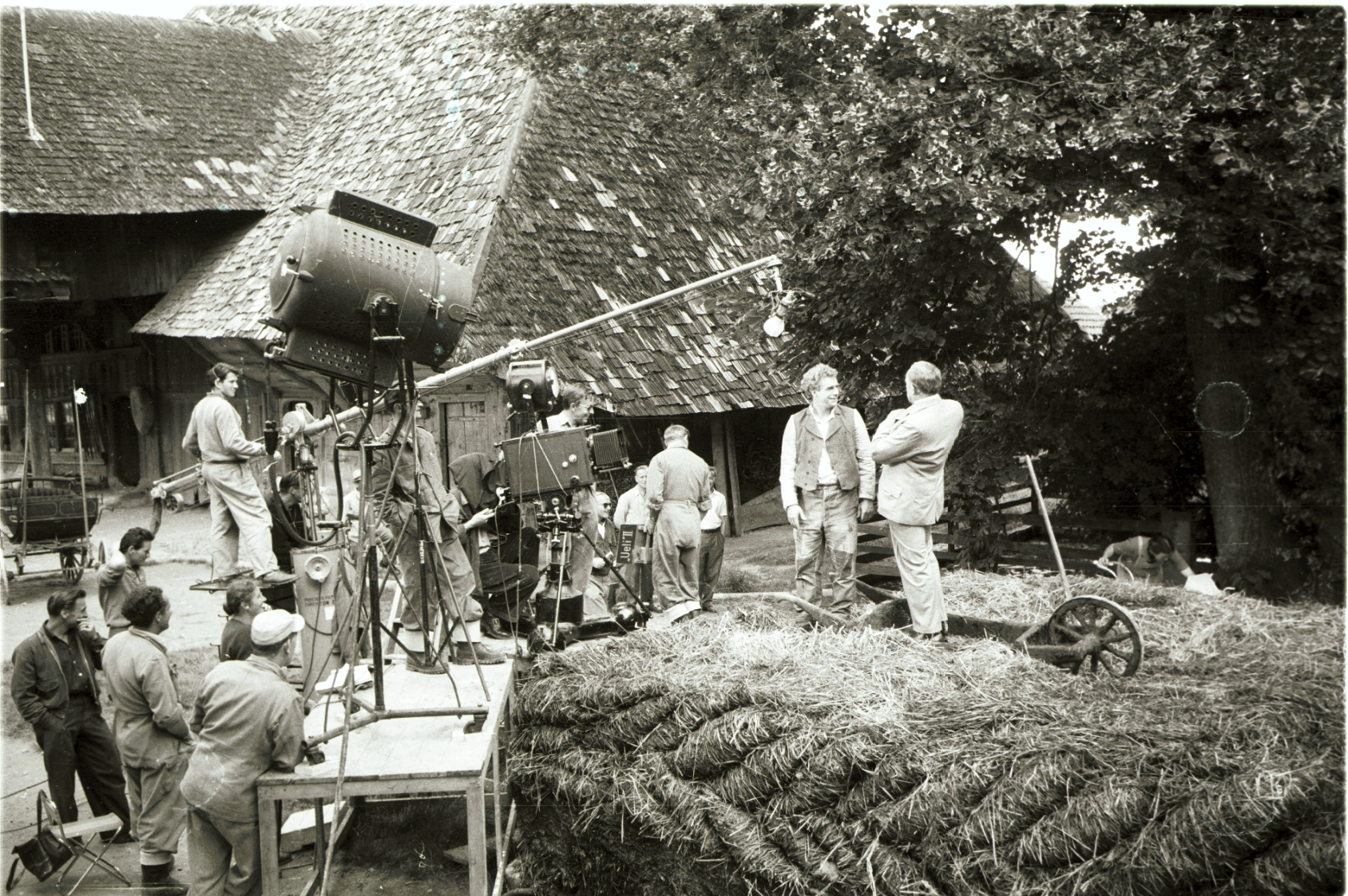
Dreharbeiten für den Film Uli der Pächter

Uli lebt mit seiner ohne Eltern aufgewachsenen Frau Vreneli und seinem Töchterchen seit zwei Jahren glücklich als Pächter auf dem Glunggehof. Ihr Schutzengel ist die Frau des Eigentümers Joggeli, die sich ins Stöckli (Altenteil) zurückgezogen haben. Im dritten Jahr ändert sich das: Ein schlechtes Erntejahr sowie Sohn und Schwiegersohn von Joggeli, dem greisen Eigentümer, die dem Glunggebauer den Pachtzins abnehmen, machen ihm zu schaffen; Uli muss, um den Pachtzins zahlen zu können, den Weizen weit unter Wert verkaufen. Nun entlässt er, um Geld zu sparen, noch seine guten Knechte und stellt billigere, aber unzuverlässige Arbeitskräfte ein. Als sein Sohn auf die Welt kommt, wird der Eigenbrötler Hagelhannes zum Taufpaten erkoren. Dann lässt sich Uli dazu verleiten, einem armen Mann in täuschender Absicht eine kranke Kuh zu verkaufen, der ihn daraufhin vor Gericht bringt. Der arme Mann verliert den Prozess und wird, betrogen, auch noch verhöhnt.
Mit dem Bauernhof geht es weiter abwärts, ein Hagel vernichtet die Ernte, und Uli wird schwer krank. Der Schwiegersohn des Eigentümers, ein Basler Baumwollhändler, betrügt Joggeli auf dessen Sterbebett um sein Vermögen und setzt sich nach Amerika ab. Nun muss auch der Hof zwangsversteigert werden: Er wird schliesslich von Hagelhannes ersteigert, der sich nun als Vater Vrenelis zu erkennen gibt, und gibt ihn dem reuigen Uli.

## Hintergrund

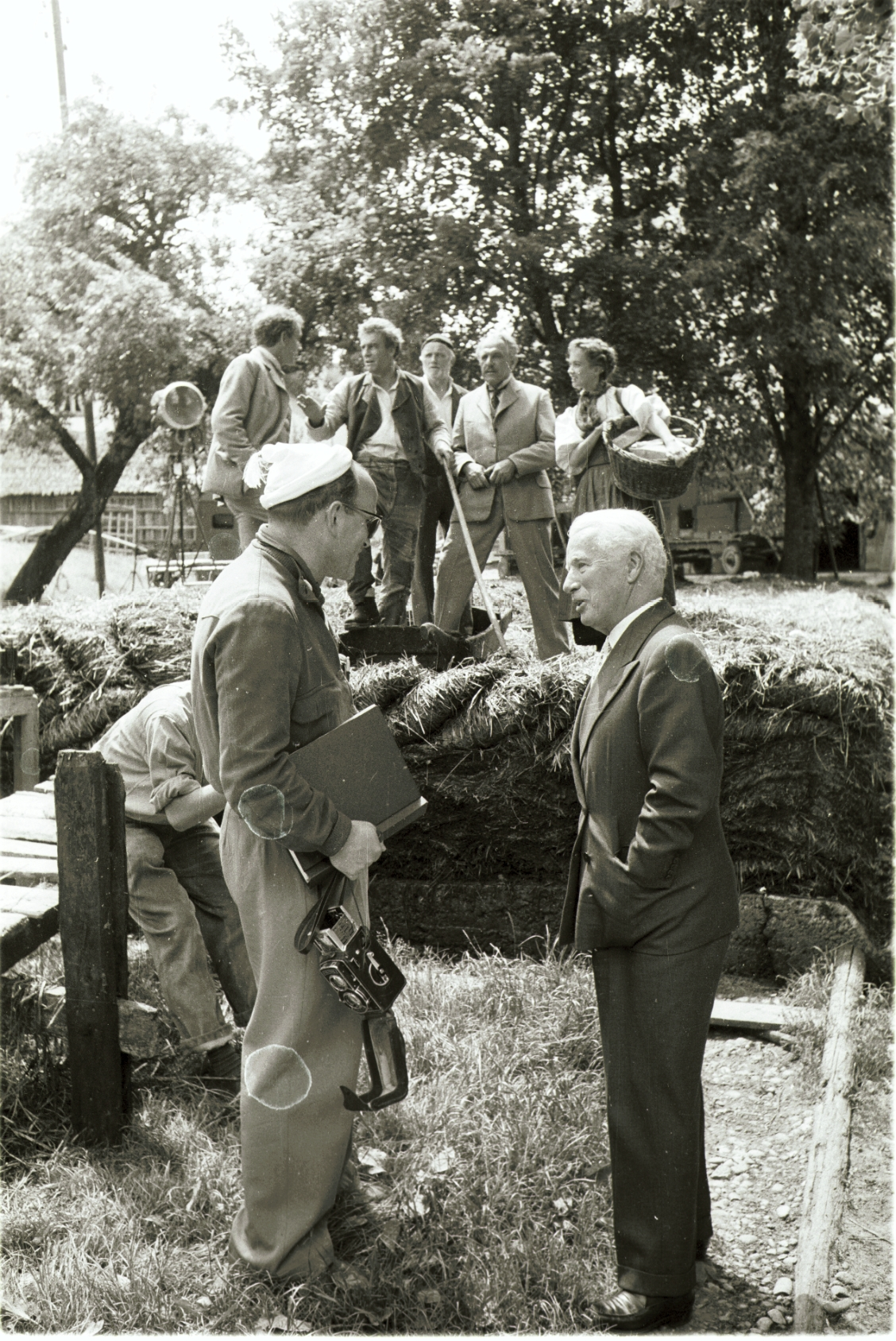
Franz Schnyder und Charlie Chaplin beim Besuch der Dreharbeiten

Die Fortsetzung des erfolgreichen Gloriafilm-Streifens Uli der Knecht wurde unter Oscar Düby von der Zürcher Praesens-Film produziert. Gedreht wurde er vom 4. Juli bis zum 3. September 1955 auf einem Bauernhof in Brechershäusern, im Filmstudio Rosenhof und im Gesellenhaus „Wolfbach“ in Zürich sowie in Sumiswald, Münsingen, Allmendingen, Freiburg und in Bern. Die Kindstaufe wurde in der Kirche Würzbrunnen nördlich von Röthenbach im Emmental gedreht. Die Erstaufführung war am 23. Dezember 1955 in Zürich.
Das Drehbuch des Films schrieb Richard Schweizer unter Mitarbeit von Werner Düggelin, Kamera führte Emil Berna, die Filmmusik wurde von Robert Blum komponiert. Als Uli und Vreneli traten wieder Hannes Schmidhauser und Liselotte Pulver auf, ebenso Emil Hegetschweiler und Hedda Koppé als Bauernpaar auf der Glungge. In weiteren Rollen fungierten Alfred Rasser, Erwin Kohlund, Stephanie Glaser, Marianne Matti,  Leopold Biberti und Peter Arens. Wie beim ersten Teil ist der Dialog in Berndeutsch gehalten, wobei der grösste Teil der Schauspieler privat einen anderen Dialekt sprach. Die hochdeutsche Synchronisation wurde von den entsprechenden Schauspielern selbst gesprochen.

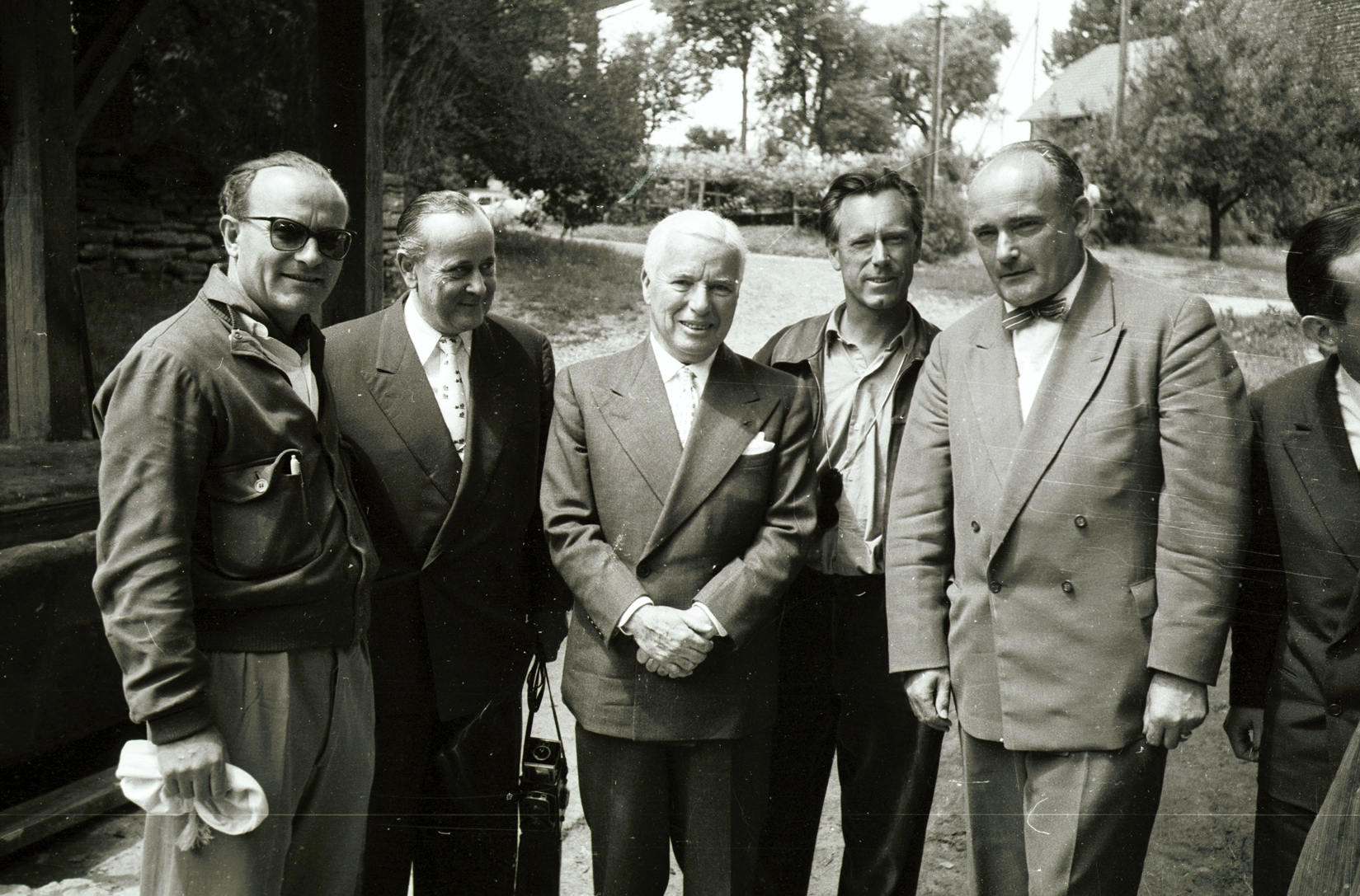
V. l. Franz Schnyder, Richard Schweizer, Charlie Chaplin, Emil Berna, Oscar Düby, Dreharbeiten zu Ueli der Pächter, Brechershäusern, Foto: Hans Gerber, Comet Photo, Bildarchiv der ETH-Bibliothek Zürich, 1955

Der Film war ein Erfolg in Kino und Fernsehen und wurde von der Evangelischen Filmgilde zum Film des Monats Juni 1956 gekürt. Eine von MemoriAV und Cinémathèque Suisse restaurierte Fassung erschien 2004 auf DVD.

## Kritik
“Fortführung der episch breiten Heimaterzählung nach dem Roman von Jeremias Gotthelf, die erneut durch die bemerkenswerte Erfassung der Atmosphäre und die schauspielerischen Leistungen beeindruckt.”